# チムトシムベロ
チムトシムベロ（Чимэдсампил）は、中華民国・満洲国の政治家。満洲国では蒙政部大臣などをつとめた。モンゴル族。字は克荘。

## 事績

### 清末民初の活動

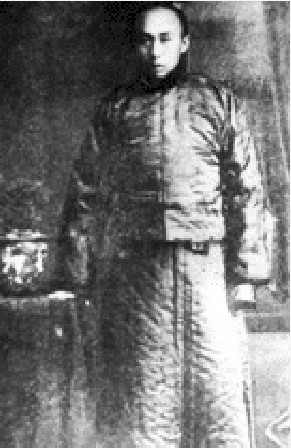
青年時代のチムトシムベロ

チンギス・カンの弟のジョチ・カサルの末裔。幼い頃からモンゴル族貴族としての教育を受け、モンゴル語・満洲語・漢語を習得した。1897年（光緒23年）、扎薩克輔国公爵に任ぜられる。1898年（光緒24年）に哲里木盟副盟長となり、1905年（光緒31年）に盟長に昇進した。1907年（光緒27年）、鎮国公爵となった。
中華民国建国後の1912年（民国元年）、多羅貝子に任ぜられる。1913年（民国2年）、多羅郡王となった。1914年（民国3年）に和碩親王に任ぜられ、同年3月に約法会議議員となっている。北京政府から優遇されていたチムトシムベロだったが、やはり清朝復興を望み、これを画策するようになった。例えば1925年（民国14年）には、川島浪速が画策した「満蒙独立盟約」に参加したとされる。その一方で、チムトシムベロは吉林省内で隠然たる勢力を保持し、吉林省を統治していた張作相とも姻戚関係を有していた。

### 満州国での活動
満洲事変（九・一八事変）勃発後、チムトシムベロは日本の支援を受けて蒙古自治会を組織した。さらに、満鉄の支援により鄭家屯で開催された蒙古王公会議にも出席している。翌1932年2月の満州国建国最高会議にも参加した。満洲国建国後の1932年（大同元年）3月14日、興安局局長に任ぜられた。同年8月3日、興安局が興安総署に改組され、そのまま署長に留任している。1934年（康徳元年）12月1日、興安総署が蒙政部に昇格した際にも、そのまま大臣に任ぜられた。
1937年（康徳4年）5月7日、チムトシムベロは参議府参議に異動している。1938年（康徳5年）、関東軍が蒙古王公に旧領に対する所有権・徴税権を放棄するよう求めてくると、これに率先して賛成した。1941年（康徳8年）3月、参議を辞職し、満洲電信電話株式会社副総裁に就任している。およそ1年後に辞任、帰郷した。1942年8月1日、故郷のゴルロス前旗で死去。享年69（満68歳）。

## 注
1. ↑  『大満洲帝国名鑑』。
2. ↑  長春档案信息資源網による。徐主編（2007）、2317頁は、1898年としている。
3. ↑  長春档案信息資源網による。徐主編（2007）、2317頁は、1901年としている。
4. ↑  徐主編（2007）、2317頁。
5. 1 2  長春档案信息資源網。
6. ↑  吉林省方志館。
7. ↑  「東省特別区長官に張景恵氏」『東京朝日新聞』昭和7年（1932年）3月15日。ただし同記事は「公安局長」と誤記している。
8. ↑  郭主編（1990）、1754頁。
9. ↑  「満州国内閣改造きょう発表、六大官勇退」『東京朝日新聞』1937年5月8日夕刊。